# Sölvesborg
För andra betydelser, se Sölvesborg (olika betydelser).
Sölvesborg är en tätort och centralort i Sölvesborgs kommun i sydvästra Blekinge län nära den skånska gränsen. 
Sölvesborg ligger på Sölvesborgshalvön, med undantag av de östliga stadsdelarna Sölve och Ljungaviken som ligger på Listerlandet. Norr om Sölvesborg ligger Ryssberget, där en av Sveriges största bevarade bokskogar finns. Vid Ryssbergets sluttningar ligger också Gammalstorp, Bjäraryd och Ebbalycke, där Blekinges största björk står.

## Etymologi
Namnet Sölvesborg anses komma från det fornnordiska ordet sölvir ("grumligt och blekt vatten") eller från uttrycket "sil och vi", vilket betyder lugnt vatten och helig plats, med efterledet borg.

## Historia

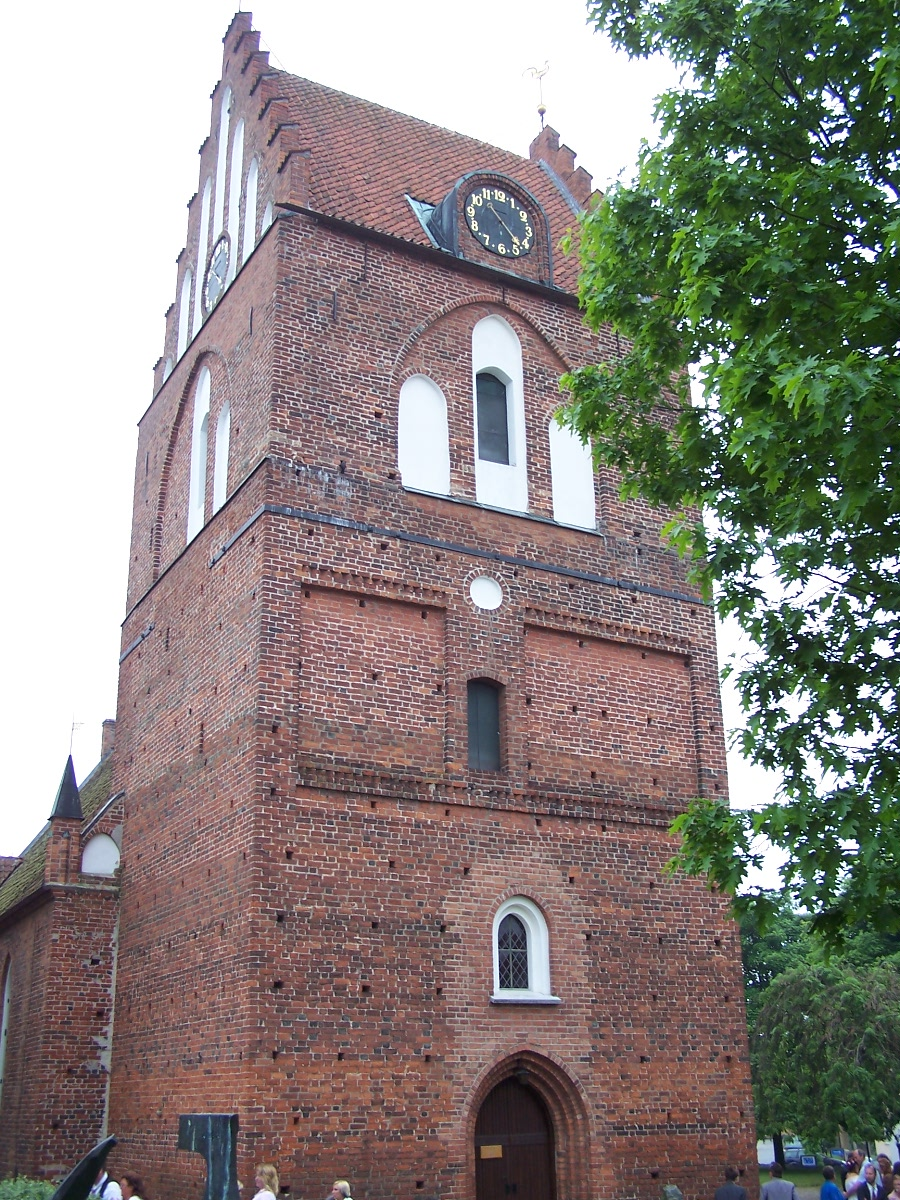
Sankt Nicolai kyrka.

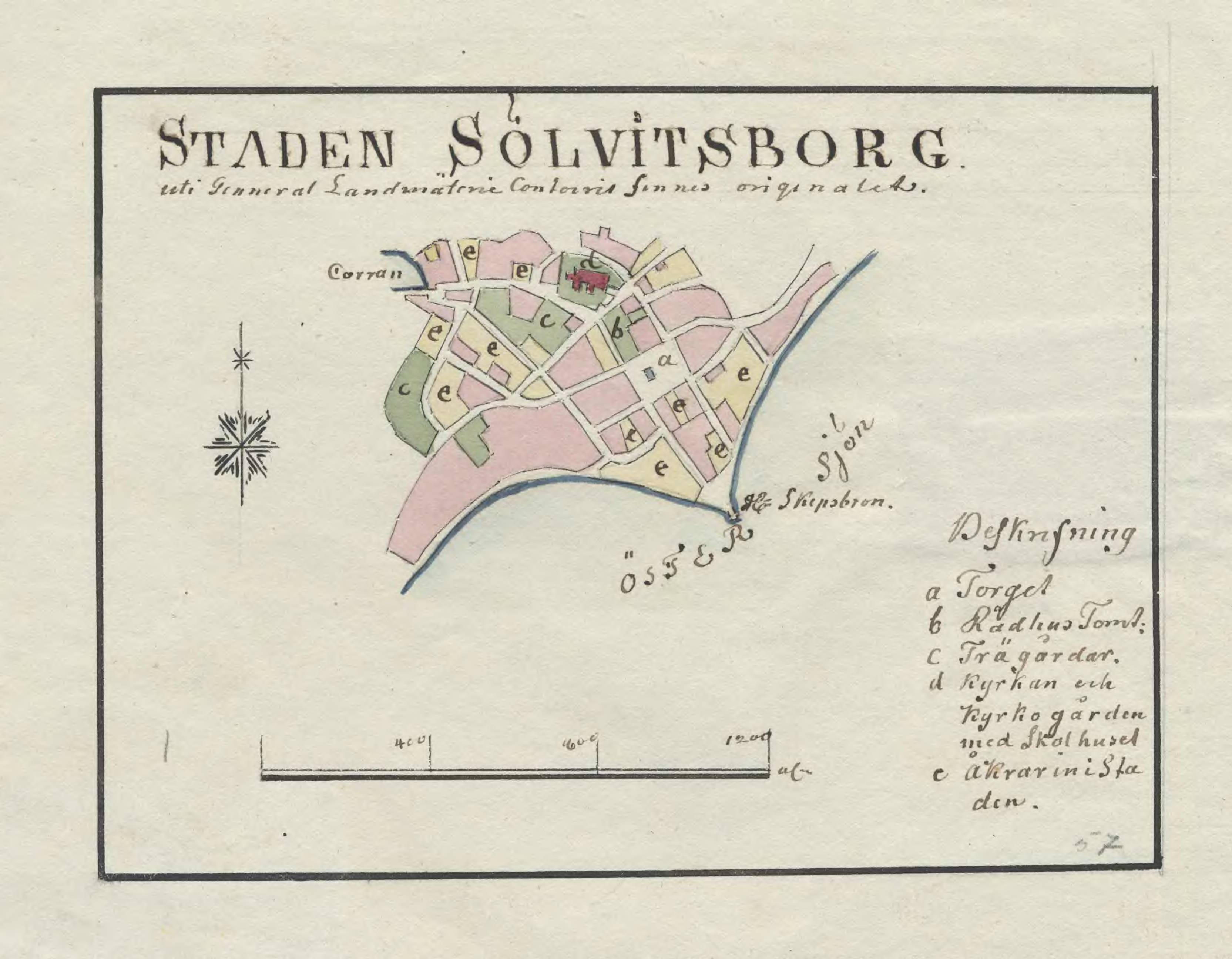
Karta över Sölvesborg från 1790-talet

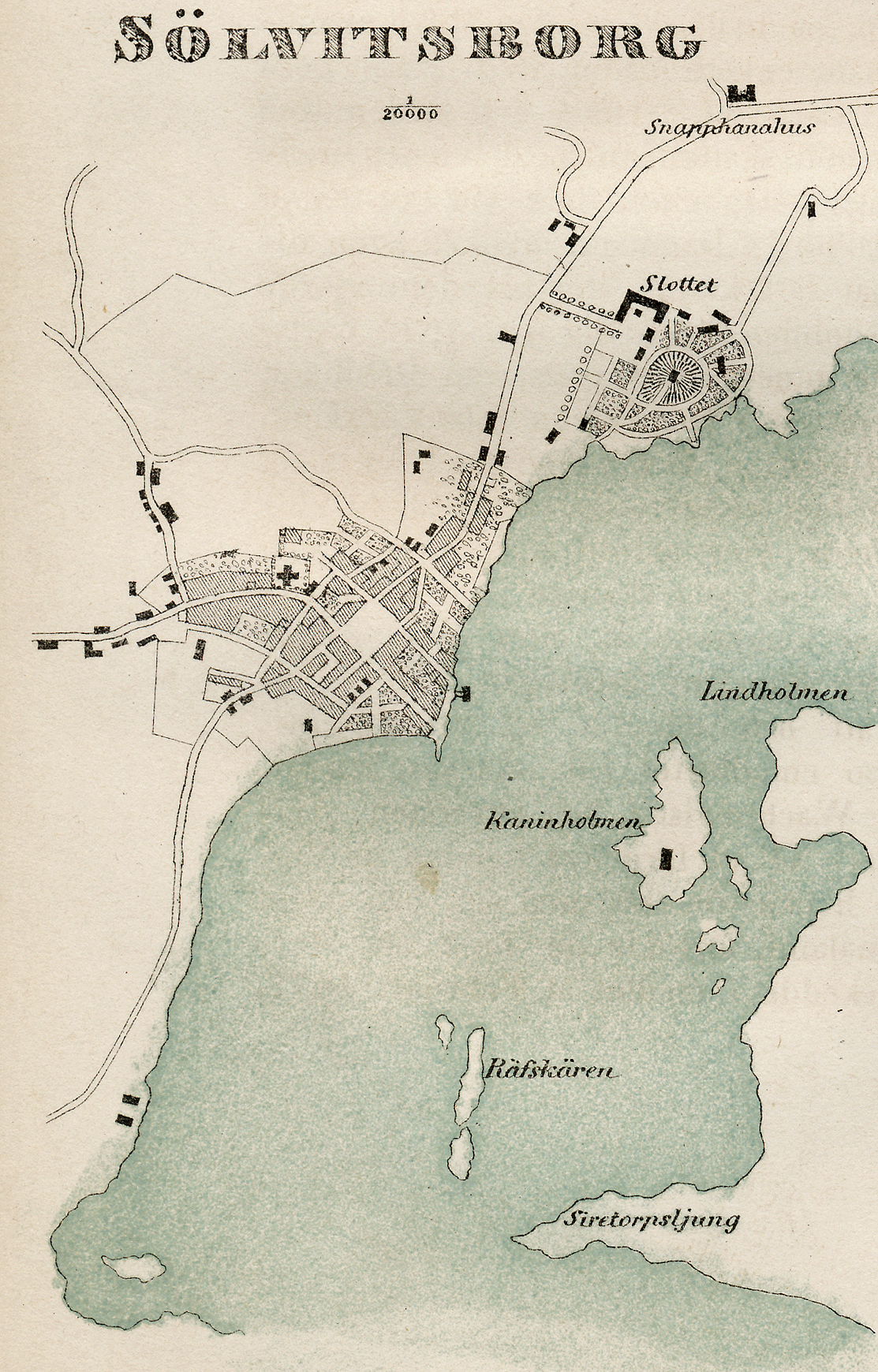
Sölvesborg på 1850-talet.

Staden Sölvesborg har medeltida anor, men platsen har enligt fynd varit bebodd sedan bronsåldern. 
Efter arkeologiska utgrävningar 2021 hittades en tusenårig skvaltkvarn i ett område strax norr om staden. 

### Borgen
Den forna borgen i Sölve är idag en ruin. Det skriftliga källmaterialet börjar med att borgen, i folkmun Sölvesborgs slott, omnämns 1343. År 1394 dagtecknar ärkebiskop Jacob Gertsen (Ulfstand) ett brev från Sölvesborg. När borgen fungerade utgjorde Sölvesborg ett slottslän. I dag kvarstår den höga borgkullen och mindre rester efter det väldiga centraltornet samt källargrunder. Borgen eldhärjades vid flera tillfällen under striderna mellan svenskar och danskar, och efter att staden förlorade stadsprivilegierna kom borgen att förfalla och dess vallgravar försvann. Under följande sekler plundrades borgen på sitt tegel, som användes för att bygga nya hus.

### Kyrkan
S:t Nicolai kyrka är den enda kvarvarande medeltida byggnaden. Först år 1418 omtalas Sölvesborgs kyrka men kyrkan kan byggnadshistoriskt dateras till slutet av 1100-talet. I kyrkan finns medeltida målningar, som kalkades över under reformationen, men som återfanns vid de restaureringar som företogs 1906. Ett gravvalv har funnits under altarområdet. 1486 skänkte kung Hans kyrkan till karmelitorden som började bygga ett kloster i anslutning till kyrkan. Vid kyrkans norra sida, mellan kyrkobyggnaden och muren kan fortfarande vissa stenar ses som markerar de gamla väggarna från klostret. Inne i kyrkobyggnaden finns även kvar rester av äldre dörrar som har lett in i det dåvarande klostret. Vid kyrkan samt i vapenhuset finns två runstenar uppställda, dessa är från 500-talet e.Kr. och hör till de äldsta i Sverige. Stentoftenstenen, funnen av en bonde i Gammalstorps socken, är den märkligaste av dessa två.

### Staden
Sölvesborg har en välbevarad stadskärna med gammal bebyggelse som har växt fram i skydd av Sölvesborgs slott, den medeltida danska riksborgen som under senare år i folkmun också benämns slott på grund av att danska kungligheter ofta vistades här.
År 1405 omtalas ett lokalt helgon, S:t Enevald. Utanför Sölvesborg finns också S:t Enevalds källa. Se vidare i Fotevikens databas nedan.
År 1445 fick staden sina äldsta kända stadsprivilegier av kung Kristofer av Bayern. Dessa privilegier var dock en förnyelse av de tidigare. De äldsta utfärdade privilegiernas datum har inte gått att fastställa. Staden härjades flera gånger under de dansk-svenska krigen. 1452 brände svenskarna staden, men staden återuppbyggdes.
Under en stor del av sena medeltiden och fram till mitten på 1600-talet, var Sölvesborg administrativt centrum i den östra delen av Danmark, som Sölvesborgs län, omfattande Gärds, Villands och Listers härader. Staden förlorade dock sina stadsrättigheter till förmån för andra städer västerut, byggandet av Kristianstad krävde att Sölvesborg gav upp sina rättigheter.
Efter förlusten av sina stadsprivilegier kom staden att hamna i skymundan och man fick inte stadsrättigheterna tillbaka förrän 1835 och blev stapelstad 1855. Vid den stora stadsbranden 1801 förstördes stora delar av centrum, och det nya rådhuset byggdes efter branden 1805. Huset fungerade som stadens styreshus fram till 1985 då det nuvarande kommunhuset invigdes. 1921 togs Listers härads tingshus i bruk, ritat av Gunnar Asplund och strategiskt placerat uppe på Möllebacken med utsikt ned mot stadens nya järnvägsstation.
Staden fick ett uppsving vid mitten av 1800-talet som centrum i ett distrikt med brännvinsbrännerier. Även annan industri fanns under perioder i staden, bland annat Sölvesborgs glasbruk och ett varv.
Utvecklingen påskyndades även av järnvägens framdragning. År 1874 knöts staden till Kristianstad via Sölvesborg–Kristianstads Järnväg och österut mot Karlshamn och Karlskrona 1886, numera en del av Blekinge kustbana, samt järnvägen Sölvesborg–Listershuvud–Hällevik–Hörvik 1914-1917-1922 och en bibana från Sandbäck mot Olofström. Därutöver hade staden sin första normalspåriga järnväg via Olofström till Älmhult från 1901. Sträckan Sölvesborg–Olofström lades ned 1984 och några år därefter revs spåren upp. Blott delar av banvallen har bevarats, som cykelbana, då andra byggen kom i vägen (såsom anläggandet av tillfartsvägen till E22 och annexet till gymnasieskolan Furulund i Ynde vandrarhem).
Industrierna fanns kvar fram till början av 1980-talet. I samband med varvskrisen lades varvet ned 1981, och Sölvesborgs glasbruk stängde slutligen portarna 1982. Idag finns inget kvar av glasbrukets område, medan varvsområdet utgör ett industriområde.
I Sölvesborg finns sedan 2012 ett rumänskt konsulat. Tidigare har funnits vicekonsulat för Danmark (1872–1982) och för Belgien (1914–1924).

### Administrativa tillhörigheter
Sölvesborgs stad som omgavs av Sölvesborgs socken, ombildades vid kommunreformen 1862 till en stadskommun. 1952 införlivades Sölvesborgs socken/landskommun och 1971 uppgick stadskommunen i Sölvesborgs kommun där Sölvesborg sedan dess är centralort.
I kyrkligt hänseende hör Sölvesborg sedan 1951 till Sölvesborgs församling, dessförinnan hörde orten till Sölvesborgs stadsförsamling och från 1868 till Sölvesborgs landsförsamling.
Orten ingick till 1951 i domkretsen för Sölvesborgs rådhusrätt och därefter till 1971 i Listers och Sölvesborgs domsagas tingslag. Från 1971 till 2001 ingick Sölvesborg i Sölvesborgs domsaga, före 1975 benämnd Listers och Sölvesborgs domsaga, och orten ingår sedan 2001 i Blekinge domsaga.

### Befolkningsutveckling
| Befolkningsutvecklingen i Sölvesborg 1960–2020                                                                           | Befolkningsutvecklingen i Sölvesborg 1960–2020 | Befolkningsutvecklingen i Sölvesborg 1960–2020 | Befolkningsutvecklingen i Sölvesborg 1960–2020 | Befolkningsutvecklingen i Sölvesborg 1960–2020 |
| --- | ---------------------------------------------- | ---------------------------------------------- | ---------------------------------------------- | ---------------------------------------------- |
| |                                                |                                                |                                                |                                                |
| År |                                                |                                                | Folkmängd                                      | Areal (ha)                                     |
| 1960 | 1960                                           |                                                | 5 696                                          |                                                |
| 1965 | 1965                                           |                                                | 6 246                                          |                                                |
| 1970 | 1970                                           |                                                | 6 797                                          |                                                |
| 1975 | 1975                                           |                                                | 7 292                                          |                                                |
| 1980 | 1980                                           |                                                | 7 287                                          |                                                |
| 1990 | 1990                                           |                                                | 7 702                                          | 551                                            |
| 1995 | 1995                                           |                                                | 7 982                                          | 560                                            |
| 2000 | 2000                                           |                                                | 7 858                                          | 569                                            |
| 2005 | 2005                                           |                                                | 7 883                                          | 571                                            |
| 2010 | 2010                                           |                                                | 8 401                                          | 610                                            |
| 2015 | 2015                                           |                                                | 8 972                                          | 780                                            |
| 2020 | 2020                                           |                                                | 8 832                                          | 749                                            |
| Anm.: Sammanvuxen med Valjeviken 2010. 2015 uppgick småorten Mörby och Mörby backe i tätorten men den bröts ut igen 2020 |                                                |                                                |                                                |                                                |

## Ekonomi och infrastruktur

### Samhället
Sölvesborg har en välbevarad stadskärna med gammal bebyggelse där dock  S:t Nicolai kyrka är den enda kvarvarande medeltida byggnaden
Sölvesborgs före detta tingshus, kallat Listers härads tingshus, som numera hyser både förskola, musikskola och konstnärsföreningen ArtADeBo, är ritad av Gunnar Asplund och byggdes åren 1919–1921.

### Bankväsende
Sölvesborgs stads sparbank grundades år 1839 och är alltjämt en fristående sparbank, sedan år 1977 kallad Sölvesborg-Mjällby sparbank.
Skånes enskilda bank öppnade ett avdelningskontor i Sölvesborg den 14 maj 1867. Den 1 oktober 1913 etablerade även Malmö folkbank ett kontor i Sölvesborg. Detta fördes över till Industribanken och därefter Nordiska Handelsbanken. År 1925 tog Sydsvenska banken över Nordiska Handelsbankens kontor i Sölvesborg. Bankerna uppgick så småningom i SEB och Handelsbanken.
Nordea stängde sitt kontor år 2011 och den 30 november 2016 lämnade även SEB orten. Den 21 juni 2021 stängde även Handelsbanken. Därefter hade sparbanken ortens enda bankkontor.

### Kommunikationer

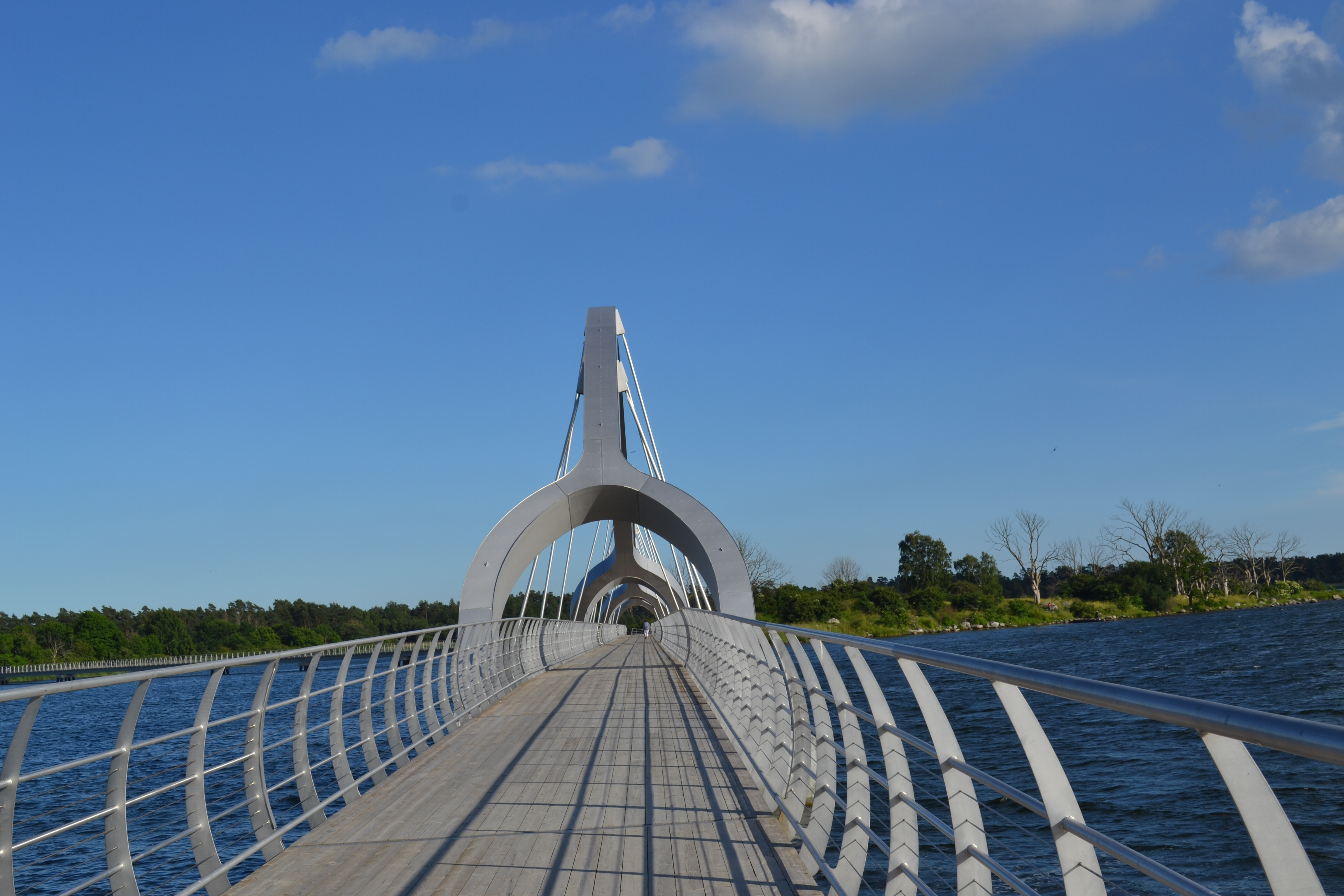
Gång- och cykelbron över Sölvesborgsviken

Sölvesborg har en järnvägsstation som ligger i närheten av hamnen och utgör ett stopp för Öresundståg mellan Karlskrona och Malmö / Köpenhamn och Pågatågen mellan  Karlshamn och Kristianstad. Sölvesborg har stadsbusstrafik till Falkvik och till kommunens samhällen utanför Sölvesborg. Utöver detta finns det, parallellt med tågen, busstrafik till Bromölla(-Olofström) och Karlshamn.
E22 passerar tätorten som motorväg sedan 1995 och har tre avfarter/påfarter, nr 45-47. Motorvägen förlängdes norrut mot Mörrum år 2014. Tidigare gick E22 som vanlig landsväg omedelbart norr om tätorten samt genom Sölve och resten av kommunen.
År 2012 färdigställdes den 756 meter långa gång- och cykelbron, Sölvesborgsbron över Sölvesborgsviken som sammanbinder det nya bostadsområdet Ljungaviken med staden och ön Kaninholmen.

## Kultur
Kulturcentret Konstnärsgården invigdes 28 juni 2008 och ligger på galleriet Karibakkas innergård. Här hade bland annat bildkonstnären Jonas Lundh tidigare en ateljé och verksamhet. I övrigt ordnas konserter, utställningar och kulturkaféer här.

### Turism och evenemang

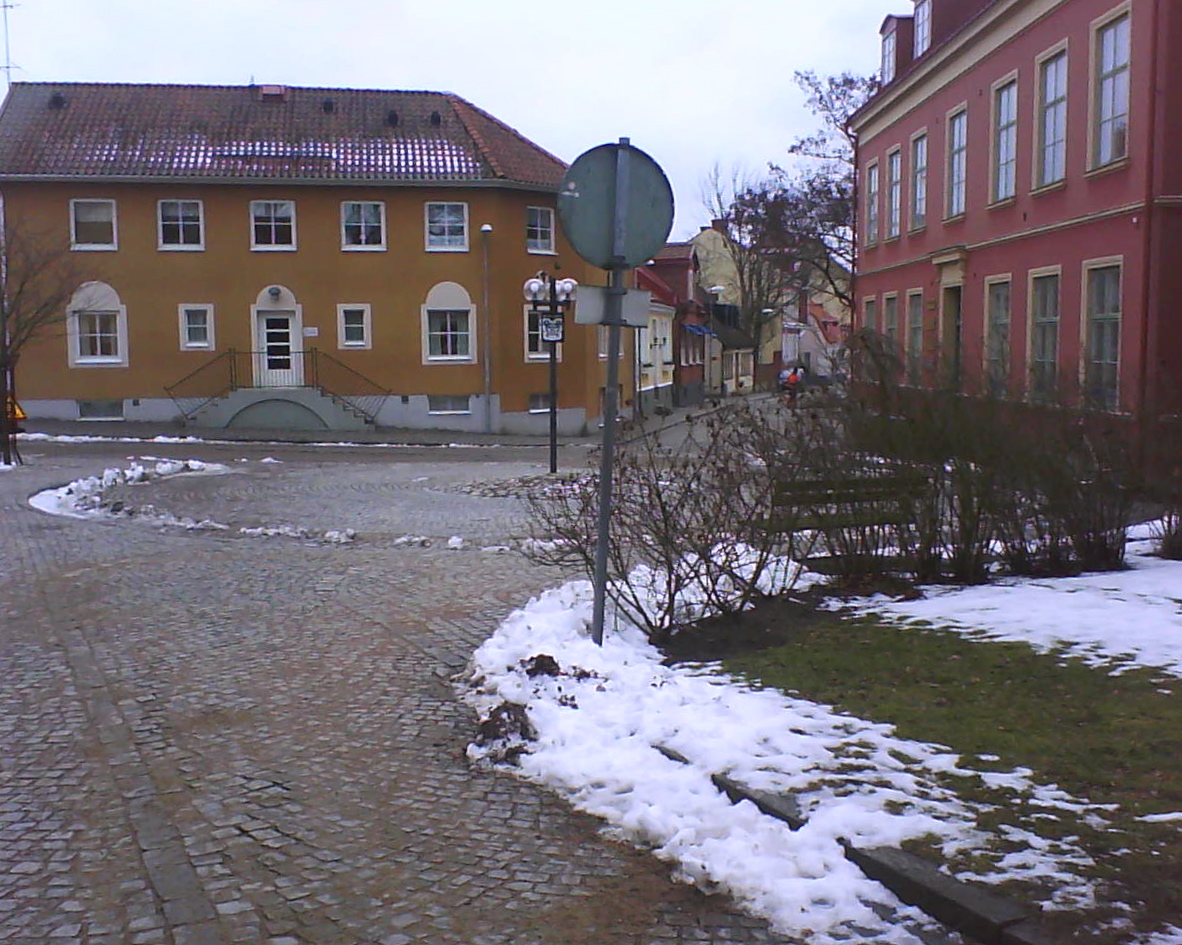
Sölvesborg

Under sommarmånaderna besöks Sölvesborg av turister, som fördubblar kommunens invånarantal från dryga 16 000 till 30 000.
Sölvesborgs stadsfestival Killebom startar första onsdagen i juli varje år.

### Idrott

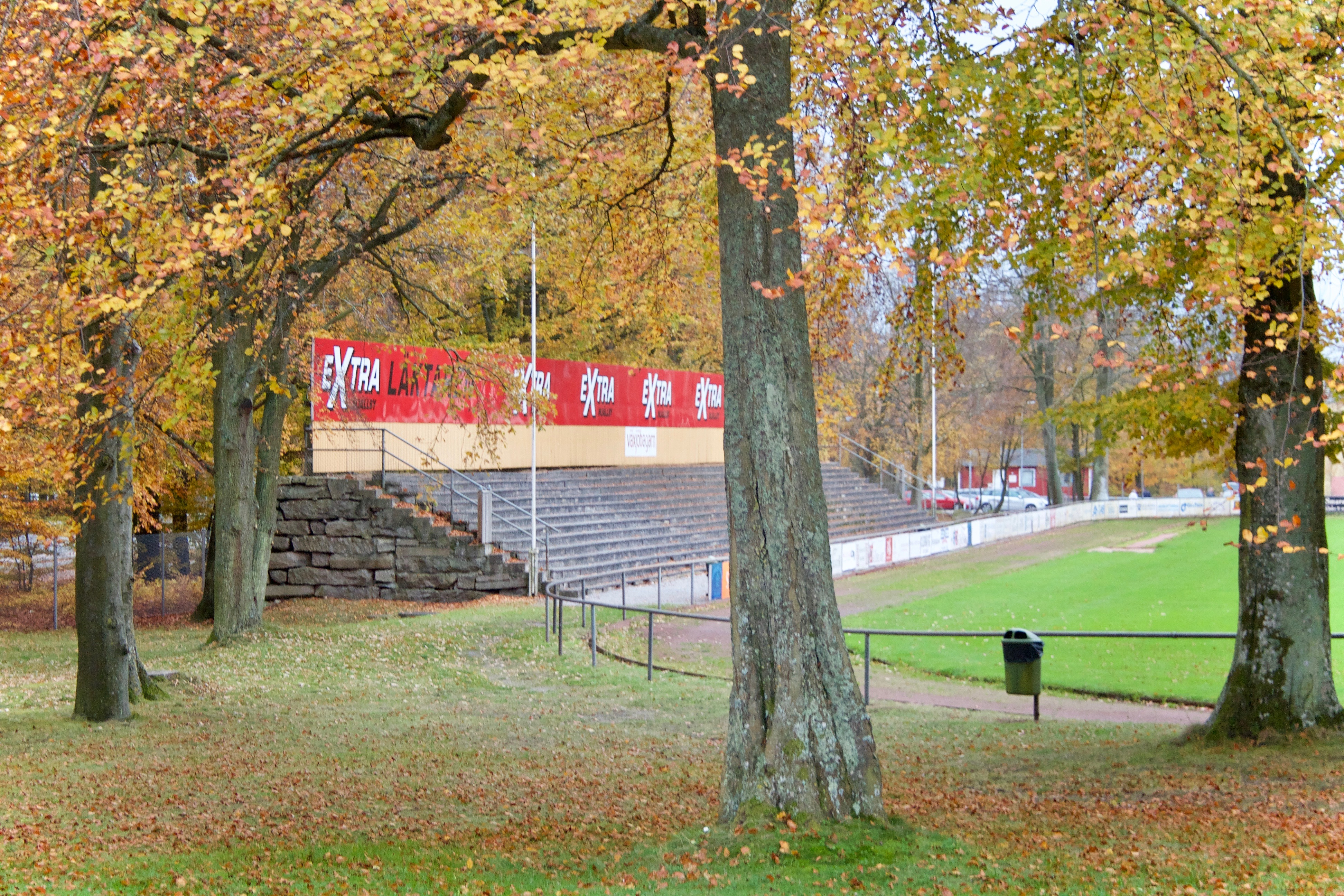
Gamla läktaren vid Svarta led

På orten finns ett flertal sport- och idrottsklubbar, däribland fotbollslagen Sölvesborgs GoIF, Sölve BK och Fotbollssossarna som har Svarta Led som hemmaarena. Idrottsplatsen Svarta led byggdes 1924 och är Sölvesborgs största idrottsplats. På idrottsplatsen finns en gul träläktare är från 1938. Mitt emot finns en gammal stenläktare. Strax söder om Svarta led finns Sölvesborgs idrottshall där Sölvesborgs bordtennisklubb, H78, Sölvesborgs Gymnasterna och Sölvesborgs skytteförening håller till. Norr om Svarta led ligger Sölveshov som är hem till ishockeyklubben Sölvesborgs IK. Direkt väster om Svarta Led ligger Bokelundsslingan, en cirka 1,5 km lång löparbana samt en terrängbana för sportcyklister. Sölvesborgs kommun planerar för tillfället stora utvecklingsprojekt för hela kringområden Svarta led vilket inom en snar framtid kan leda till att man slår idrottshallen, ishockeyhallen och det område som idag kallas Svarta led till ett och samma område.
Utanför Svarta Ledsområdet finns även idrottsplatsen Deer Creek Park på orten. Den är belägen i bostadsområdet Hjortakroken och är hemmaarena för de regerande svenska mästarna i baseboll Sölvesborg Firehawks som spelat i elitserien sedan 2014.

## Se även

Bilder från Sölvesborg
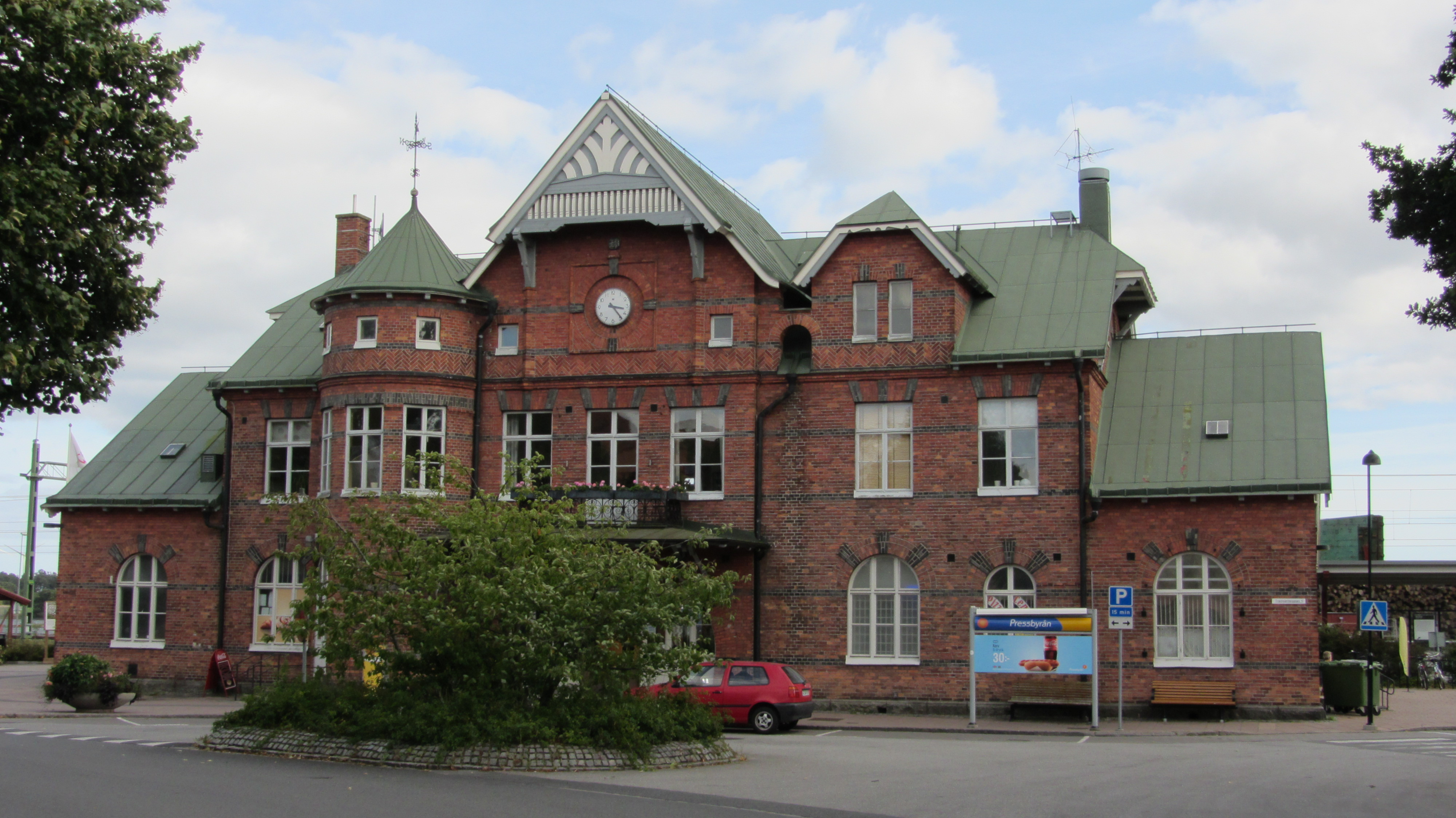
Fronten på stationen
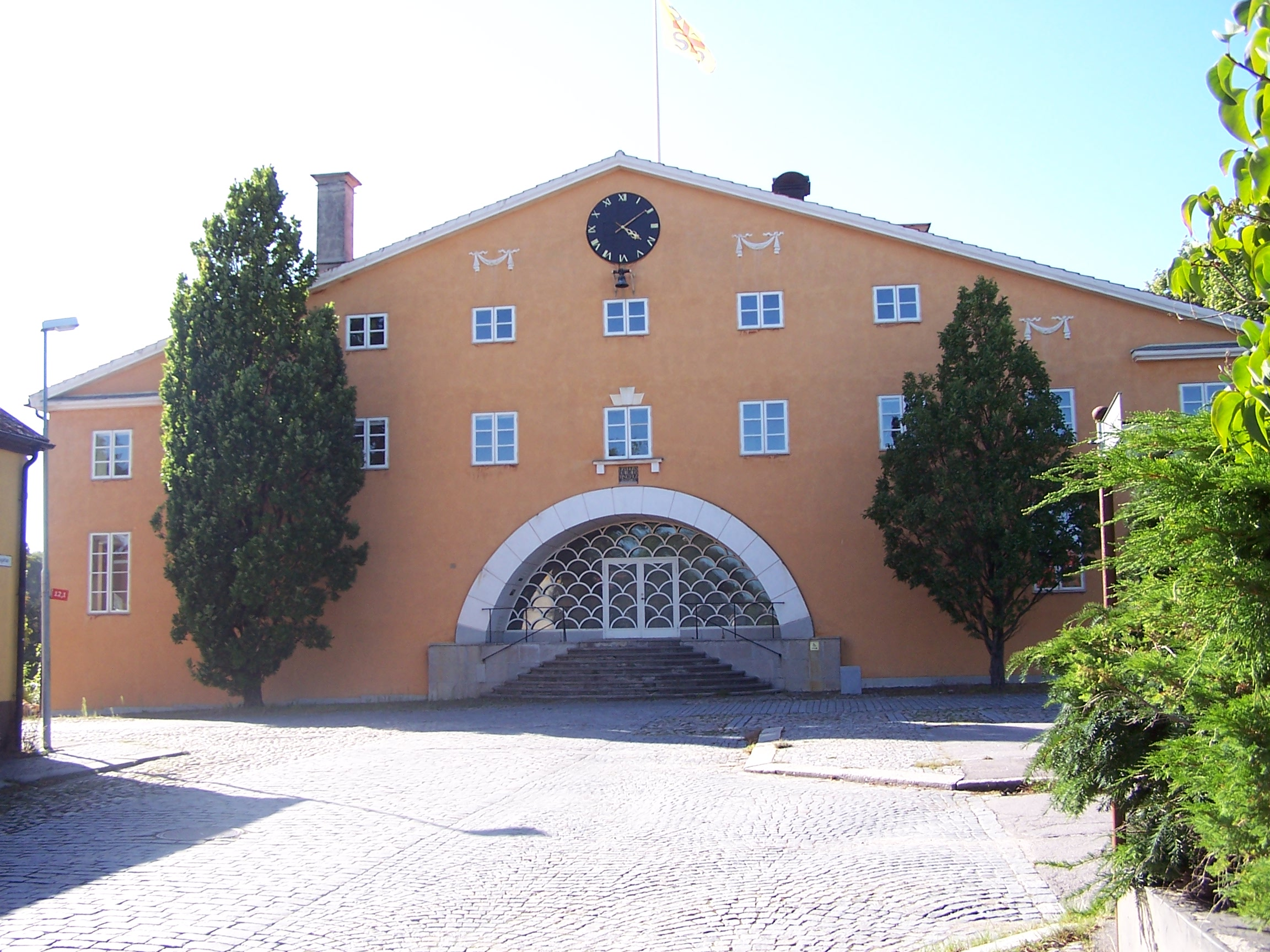
Listers härads tingshus.
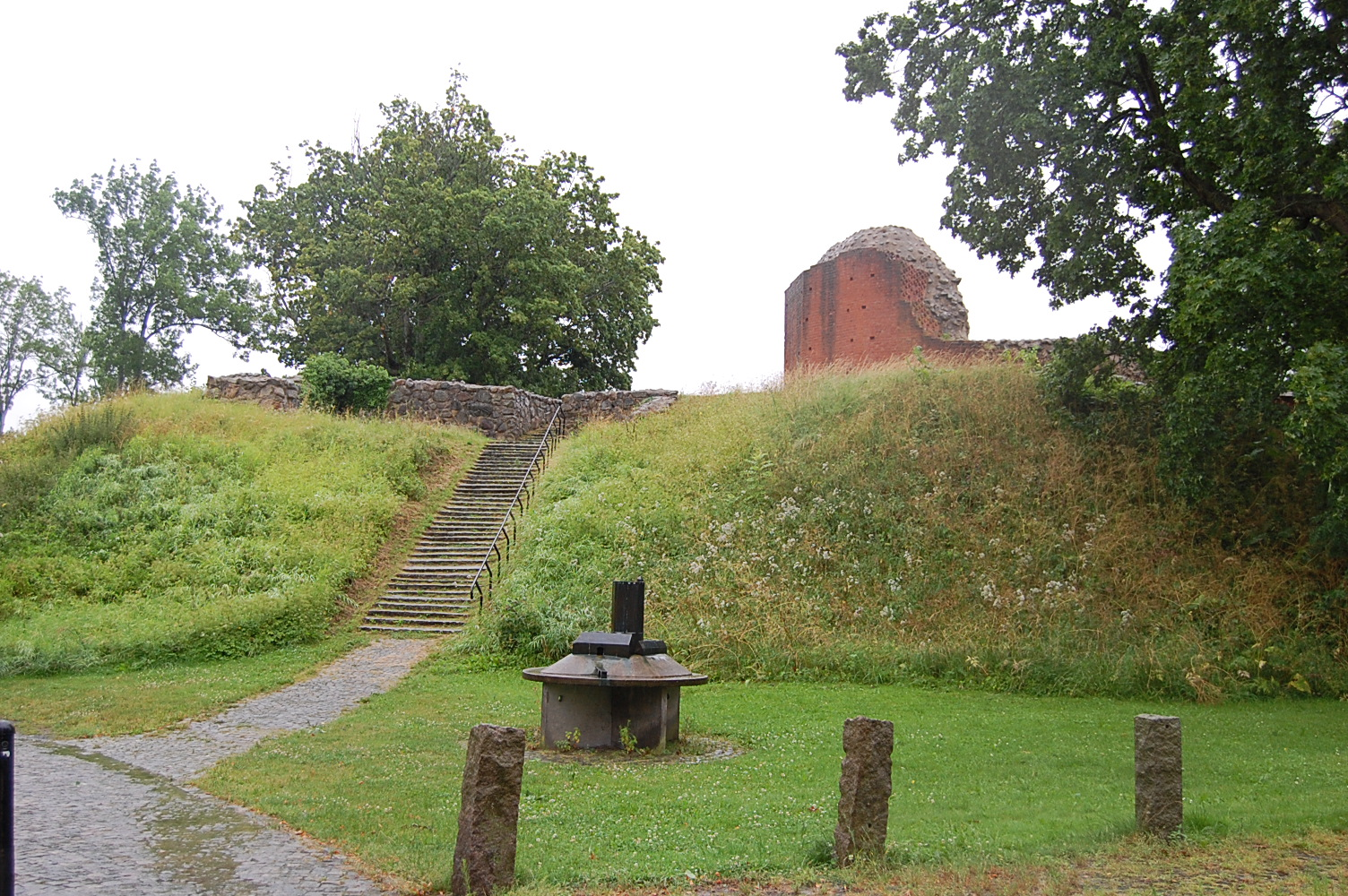
Ruinen av Sölvesborgs borg, sedd från trapporna upp på kullen. I förgrunden syns en modell av borgen.
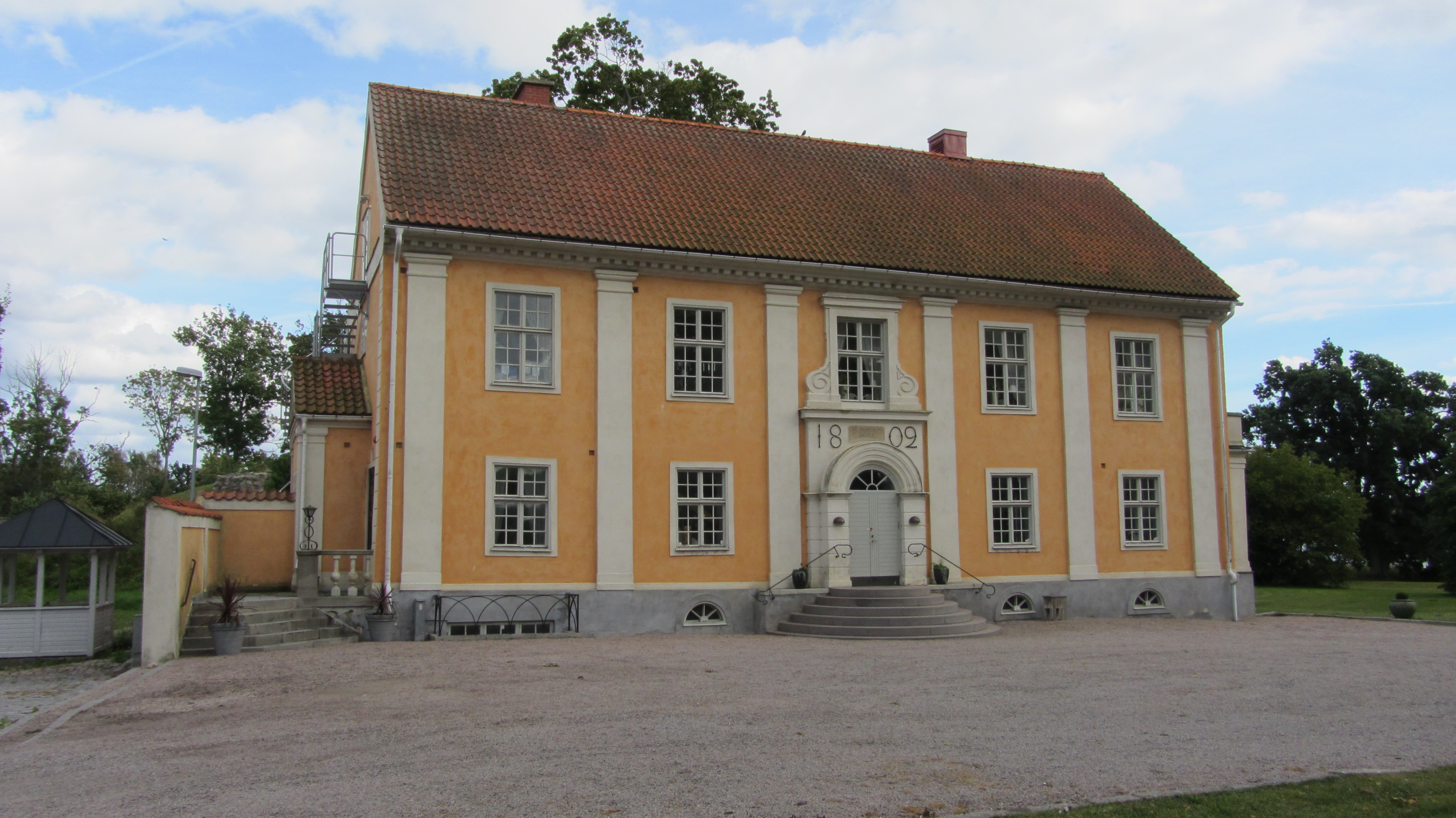
Sölvesborgs borg, corps de logi
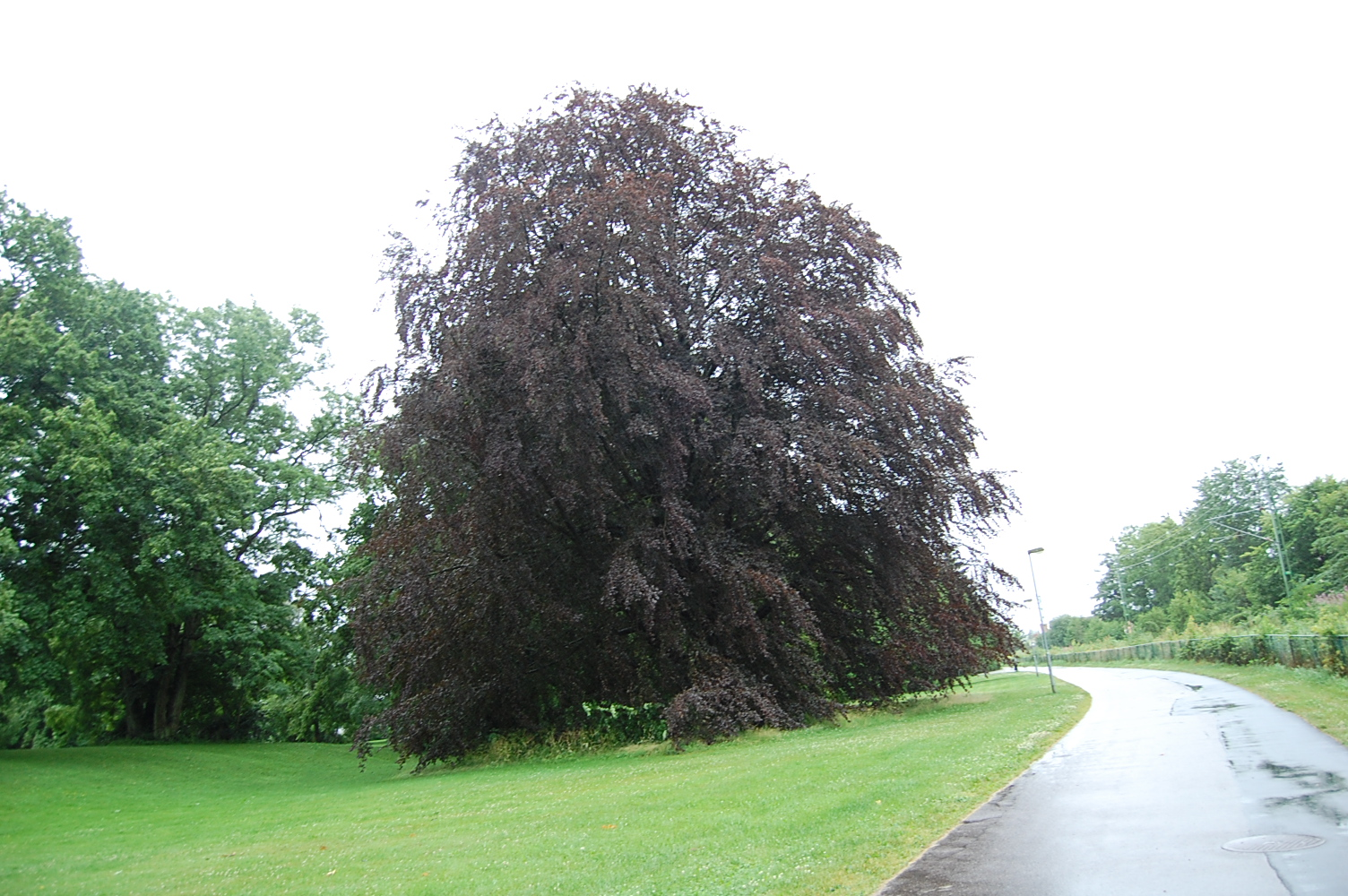
Blekinges grövsta rödbok, omkrets 430 cm, i Slottsparken.
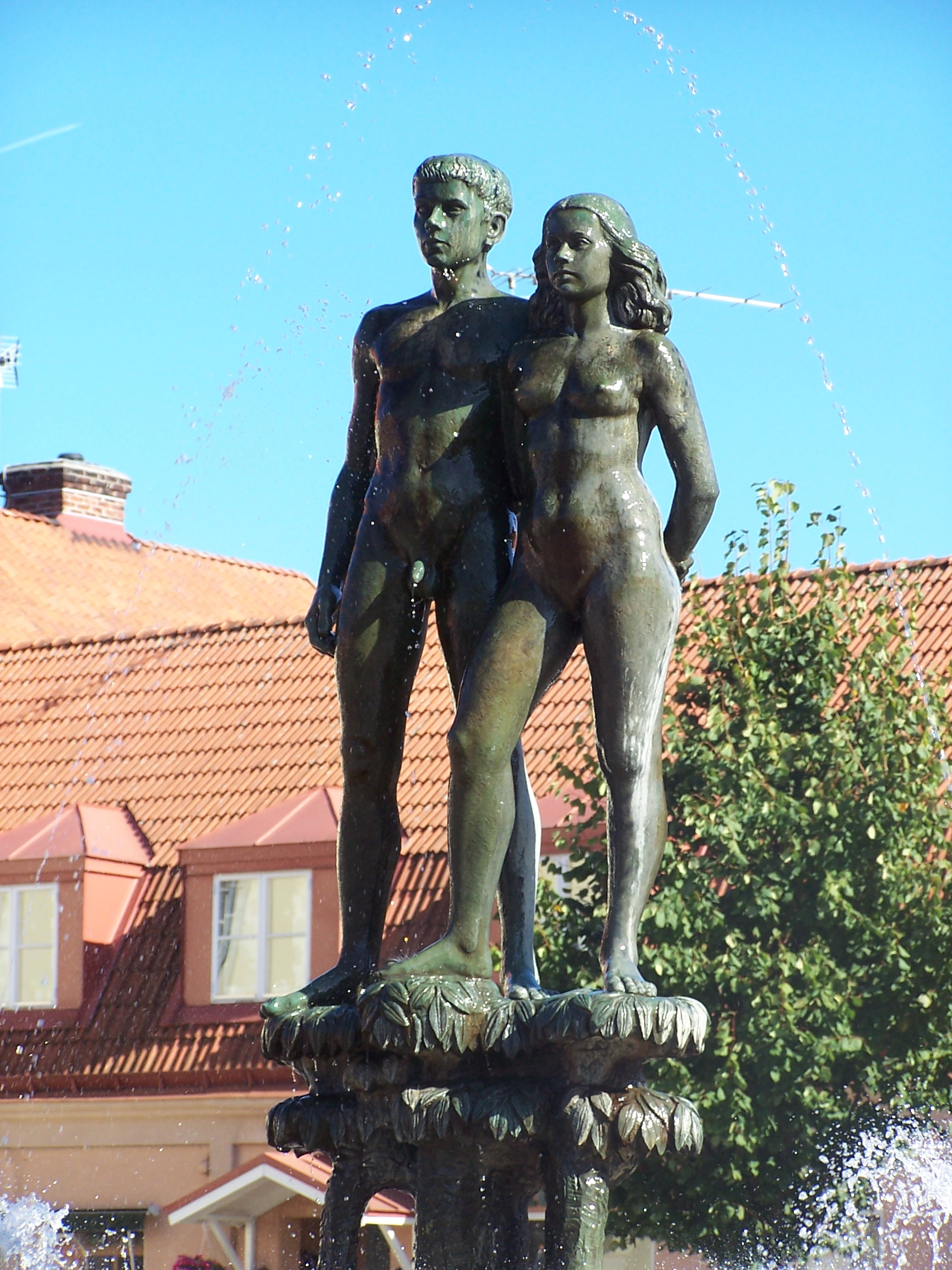
Ask och Embla-statyn på stortorget.